# Dienstkatalog
Ein Dienstkatalog (oder Verwaltungskatalog) ist ein Bibliothekskatalog, der nur den Bibliotheksangestellten zugänglich ist. Sein Gegenstück ist der öffentlich zugängliche Publikumskatalog. Die getrennten Dienst- und Publikumskataloge verschwanden ab den 1980ern mit der Einführung elektronischer Kataloge (wie dem OPAC). In Bibliotheken, in denen noch nicht sämtliche Bestände elektronisch erfasst sind, ist es heute in der Regel der qualitativ bessere Dienstkatalog, der öffentlich zugänglich ist.
Ursprünglich waren Bibliothekskataloge ausschließlich Arbeitsinstrumente für Bibliothekare. Erst am Anfang des 20. Jahrhunderts schuf man sogenannte Publikumskataloge, die von Besuchern eingesehen werden konnten. Die bibliotheksinternen Kataloge nannte man nun Dienstkataloge. Mit der Einführung der computergestützten Katalogisierung hat man die getrennte Führung zweier Kataloge aufgegeben. Von Bedeutung waren die Dienstkataloge zur Zeit der Zettelkataloge. Der Dienstkatalog war der Katalog, an dem täglich gearbeitet wurde, der Publikumskatalog war eine zweite Ausführung des Dienstkatalogs. Oft enthielten die Katalogkarten des Dienstkatalogs mehr Informationen, da Nachträge und Berichtigungen nur im Dienstkatalog gemacht wurden. Zudem war der Dienstkatalog ordentlicher und vollständiger, da die Bibliotheksbenutzer Katalogkarten falsch zurücklegten oder entwendeten.
Ebenfalls nur intern zugänglich sind sogenannte Standortkataloge, die als Hilfsmittel der Signaturgebung und als Instrument zur Revision der Bestände genutzt werden.